# 浅草橋ヤング洋品店
『浅草橋ヤング洋品店』（あさくさばしヤングようひんてん）は、1992年4月14日から1996年3月31日までテレビ東京系列局で放送されたテレビ東京とLOCOMOTION共同製作のバラエティ番組である。通称は『浅ヤン』。

## 概要
元はファッション情報番組としてスタートした番組で、当初は若者向けのファッションやサブカルチャー等を紹介していた、放送開始から半年後の1992年10月に日曜21時枠へ移動したのを機に日本テレビ系『天才・たけしの元気が出るテレビ!!』と同様のコンセプトを生かし、更にはバラエティ要素を取り入れるようになり（番組開始初期にビートたけしが弟子の浅草キッドと総合演出のテリー伊藤つながりで一度出演した事がある）、周富徳・周富輝兄弟や金萬福といったユーモラスなパフォーマンスを売りにした中華料理人や、江頭2:50や宮路年雄といったキワモノ系の人材を数多く起用するようになった。以来、彼らはテレビ番組への露出が増えていった。
その後、1995年10月に後継番組『ASAYAN』がスタートすると、同番組の前半枠内包番組として放送されるようになった。また、同番組への内包以降にスタートしたオーディションコーナー「コムロギャルソン」が人気を博すようになると、オーディションを主体とするバラエティへと変貌した。番組終盤になると殆どのレギュラーが姿を消していき、コーナーも変わり、吉本興業の若手芸人が出演するチャレンジ番組の様相を呈するようになった。
この番組が持っていた制作方針の奇抜さや計画性の不明確な点は、総合演出を担当していたテリー伊藤と番組制作会社のLOCOMOTIONの特徴である。番組名については、「日常服ファッションの問屋街（横山町）の最寄り駅である浅草橋を入れた」（伊藤輝夫＝テリー伊藤）。
レギュラー出演していた浅草キッドの水道橋博士が、2021年3月18日から当番組を復活させるというコンセプトで『阿佐ヶ谷ヤング洋品店』（略すと『アサヤン』）というリアルイベントを開始し、毎月のように東京都内で各界の有名人を招いてトークショー（＋公開オーディション）を開催している。その内容はネットでも配信している。

## 放送時間の変遷
| 期間      | 期間      | 放送曜日 | 放送時間（JST）         |
| --------- | --------- | -------- | ----------------------- |
| 1992.4.14 | 1992.9.22 | 火曜日   | 21:00 - 21:54（54分）   |
| 1992.10.4 | 1995.9.24 | 日曜日   | 21:00 - 21:54（54分）   |
| 1995.10.1 | 1996.3.31 | 日曜日   | 21:00 - 21:25頃（25分） |

### 補足
- 火曜日時代の放送枠はローカルセールス枠であり、TXN加盟局であってもネットしていない局もあった。逆に岐阜放送など系列外同時ネットする局もあった。

## 出演者

### 司会
単独番組時代
- 小林幸子[1] - 番組初期のメインMC。番組内での呼称は「店長」。ただし不在時も多かった。1993年3月をもってレギュラーから降板（以後、不定期出演に）。
- ルー大柴[1] - サブMC（但し、実質的には司会経験の乏しい小林に代わって、開始当初より番組のメイン進行を担当）→1993年4月よりメインMC。
- 清水ミチコ[1] - サブMC。
- 近田春夫 - 当初はコーナー担当のレギュラーとして出演していたが、小林幸子のレギュラー降板後、サブ司会格に昇格。

『ASAYAN』内包時代
- 浅草キッド - 単独番組時代の初期よりレギュラー出演。番組浮上のきっかけとなった「中華大戦争」シリーズを皮切りに、同番組の人気ロケ企画の大半でレポーター・ロケの司会進行役を担当し、本来の司会者であったルー・清水以上に「浅ヤンの顔」として視聴者から認知されていたことからリニューアルを機に正式な番組MCへと昇格。

### レギュラー
メイン
- くろすとしゆき
- 出川哲朗
- 清水圭
- ナインティナイン
- RIKACO
- トゥナイト

料理編
- 中華大戦争
  - 周富徳
  - 周富輝
  - 金萬福
  - 譚彦彬
  - 林彦憚
  - 楊天福
  - 周富安
  - 龍虎（審査員）

水戸黄門編
- ファッション水戸黄門
  - 中野裕通
- お料理水戸黄門
  - 周富徳
- ドライバー水戸黄門
  - 土屋圭市
- 英会話水戸黄門
  - デーブ・スペクター
- マジック水戸黄門
  - Mr.マリック
- デザイナー水戸黄門
  - 立花ハジメ
- 占い水戸黄門
  - 小泉今日子

その他
- 整形シンデレラ
  - 石井秀忠（大塚美容外科院長）

### 主な企画
- 江頭グランブルー
  - 江頭2:50（えがしらにじごじゅっぷん）が有名人と水中無呼吸対決を行う。タイトルの由来は映画『グラン・ブルー』。4分14秒の大記録を叩き出してディレクターストップがかかった後、エンゾ清水（清水圭）に「お前はチンピラ芸人なんかじゃない！立派な、日本一の男だ！」言わしめた対決は伝説となっている。
- ロールスロイス対決
  - 宮路年雄社長(城南電機社長)VS石井秀忠医院長（大塚美容外科医院長）
- ヒッピーはヤッピーになれるか
  - 芝公園やあいりん地区で起臥寝食しているホームレスに洗練された衣装を着せて、その外観の変化を比較する企画。視聴者及び各方面から苦情が相次ぎ短期間で終了。コーナー終了後の1993（平成5）年12月5日の放送のエンディング前に「ホームレスの方々の心情を考慮せず笑い物にした」としてお詫びのアナウンス及びテロップを流した。
- 48時間耐久マラソン
  - 東京から長距離を走り切る企画。2回行われ、2回とも江頭2:50が完走を果たした。
- 浅ヤン実験室 - 洋服にまつわる様々な実験を行った初期の人気企画。浅草キッドや大川興業、デビュー当時のナインティナインらが体を張って様々な実験に挑んだ。
- 大喧嘩対決
  - フジテレビの『オールスター紅白大運動会』（1994年 - 1996年放送の復活版）の収録中に掴み合いの大喧嘩をしたコンビが遺恨決着のための真剣勝負を行うというもの。坂本一生VS工藤兄弟、藤原喜明VSチャック・ウィルソンの勝負があった。しかし、勝負の最中でもエキサイトし、本当の喧嘩に発展しかかることが頻繁にあった。
- ファッションクイズ
- ファッション通信簿
- ○○水戸黄門
  - 中野裕道が色んな職場に一日体験入店をしてもらい最後に正体をばらし大口を叩いていた職場の人たちを驚かせる企画。しかし、中野の知名度が一般的に低くリアクションが薄かった為、後々中野とその道のプロフェッショナルが帯同するようになった。
- 借金返済プロジェクト
  - バブル崩壊にて株式投資に失敗し多額の借金を背負っていた畠山みどりが、体を張って様々なチャレンジを行う。
- スクールジャージーでダンス選手権
- 元祖「ボーイッシュ・チーター」下町で働く
- 闇のパチンコワールドカップ
- なりきり○○大会（飯島愛、YOSHIKI）
- ナインティナインの史上最低のバンド大作戦
- 新間正次 プロレスラー化計画
  - 学歴詐称で有罪になったタレントの新間正次を再起のためにミスター珍に弟子入りさせる企画[4][5]。
- あの人がキレたら怖いのか
  - せんだみつお、林家ペー、斎藤清六、蛭子能収、野々村真、稲川淳二など普段からイジられキャラ、良い人キャラのタレントに激怒した所を見せてもらう企画。
- とんびが鷹を生んだ選手権
  - 平凡、不細工な顔の両親の間から生まれた美少年、美少女の子供を紹介し顔面偏差値の差が大きい家族が優勝という企画。
- 東洋VS.西洋医学対決
  - ヘルニアに掛かり伊集院光のOh!デカナイトを休んでいる伊集院光を東洋医学で治すか西洋医学で治すか決めてもらい治療する。

## エピソード
- この番組は、元々は1991年に吉本興業・電通・IVSテレビ制作の3社がテレビ朝日に同名の企画を持ち込んだものであるが（MCにはダウンタウン、野沢直子を予定）、最終的にボツにされ、その翌年にキャスティングを上記のタレント勢に変えたものをテレビ東京に持ち込んで採用されたという経緯がある。
- テレビ東京に限りダイクマがスポンサーに付いており、系列各局ではCMが放映されていなかったため、日曜21時枠移動当初もローカルセールス枠扱い（系列各局が独自で「ダイクマ」を除いた提供クレジットを送出）であった。テレビ東京のダイクマ提供枠が『開運!なんでも鑑定団』へ移行してからは提供クレジットもテレビ東京送出に移行した。
- 浅草キッドとも親交の深かった電気グルーヴは、アーティストとして2代目オープニングテーマ「SNAKEFINGER」を提供したり、ファッションチェックのコメンテーターとして出演したりしていた。また、石野卓球とピエール瀧の2人は一度だけ中華大戦争のリポーターとしても登場している。なお、当時電気グルーヴのメンバーだった良徳砂原は、同じ日にフジテレビの『カルトQ』YMOカルトキング決定戦の収録に参加していたために欠席していた。
- 2005年7月8日に、この番組の映像を収録したDVD『浅草橋ヤング洋品店 魂の在庫一掃大セール DVD-BOX』がジェネオンエンタテインメントから発売された。そのDVDの発売を記念し、2005年7月10日（日曜日） 22:00 - 23:24 (JST) にテレビ東京系列で『浅草橋ヤング洋品店 復活したら始末書乱れ飛びスペシャル!』と題して一夜限りの復活を遂げた。同特番には、当時の出演者である浅草キッドと江頭2:50に加え、バラエティ番組への出演は久々となる堀江貴文とあびる優らが出演したが、視聴率は7%台に留まった。
- ナインティナインは当初の番組出演において、「存在が浮いている」「事務所が無理矢理ねじ込んだ」「（僕たち）ルーさんたちとあまり話してなかったでしょ」と言って乗り気ではなく、鬱になっていたようである。番組企画で出した清水ミチコとのデュエット「愛した人はバツイチ」は、たびたびナイナイの芸能史の汚点として語られている（『復活したら始末書乱れ飛びスペシャル!』と『ナインティナインのオールナイトニッポン』より）。
- 日曜21時枠時代の1995年4月23日には「ロッテルダムマラソン」中継の為、放送時間を19:00-19:54に繰り上げた。[6]

## 主題歌

### オープニングテーマ
- 君にマニョマニョ（パール兄弟） - 火曜21時時代
- SNAKEFINGER （電気グルーヴ） - 日曜21時時代初期
- 逆転!Love Sensation （ACID LOVE）
- Brown Mushrooms （少年ナイフ）
- 一秒の過ち（高橋克典）
- (YOU CAN'T ALWAYS GET) WHAT YOU WANT （Cornelius）
- GARDEN （Spiral Life）
- 君に言えなくて（TAMTAM）

### エンディングテーマ
- 夏の日（森高千里）
- 上・京・物・語（シャ乱Q）
- 恋をするだけ無駄なんて（シャ乱Q）
- リトル・スージー（Suzy Susie）
- 夢見るシャンソン人形（Suzy Susie）
- にがい涙（キーラ）
- ドウニカナリソウ（UB）
- Love-affection（first-impression）
- はじめて君が来る（Dual Dream）
- Vision of life（SPYKE）

## スタッフ
- 構成：池田一之、そーたに、おちまさと、都築浩、渡辺哲夫、佐藤実
- ナレーター：野田順子、広中雅志 ほか
- 技術：ACT、タワーテレビ（現・テクノマックス）
- ロケ技術：八峯テレビ
- 美術：小堺健司（テレビ東京美術センター）
- 編集技術：芝公園ビデオセンター、TDKビデオセンター
- 音効：幾代学、小堀貴史（共にSPOT）
- AP (アシスタントプロデューサー)：平出聡
- ディレクター：近藤康裕、土井聡司、高橋利之、芳野宏昌、ホセ ／ 早川恵介
- チーフディレクター：高須信行、森見純
- 演出：テリー伊藤[1]
- プロデューサー：伊藤成人（テレビ東京）、泉正隆（吉本興業）、井口高志（電通）、高橋紀成（電通）、原田政彦（ロコモーション）
- 企画協力：浅井企画
- 製作：テレビ東京、LOCOMOTION